# Valle Maira
La Valle Maira (Val Màira in piemontese) è una valle alpina in provincia di Cuneo, prendendo il nome dal torrente Maira che la percorre nella sua lunghezza.

## Geografia

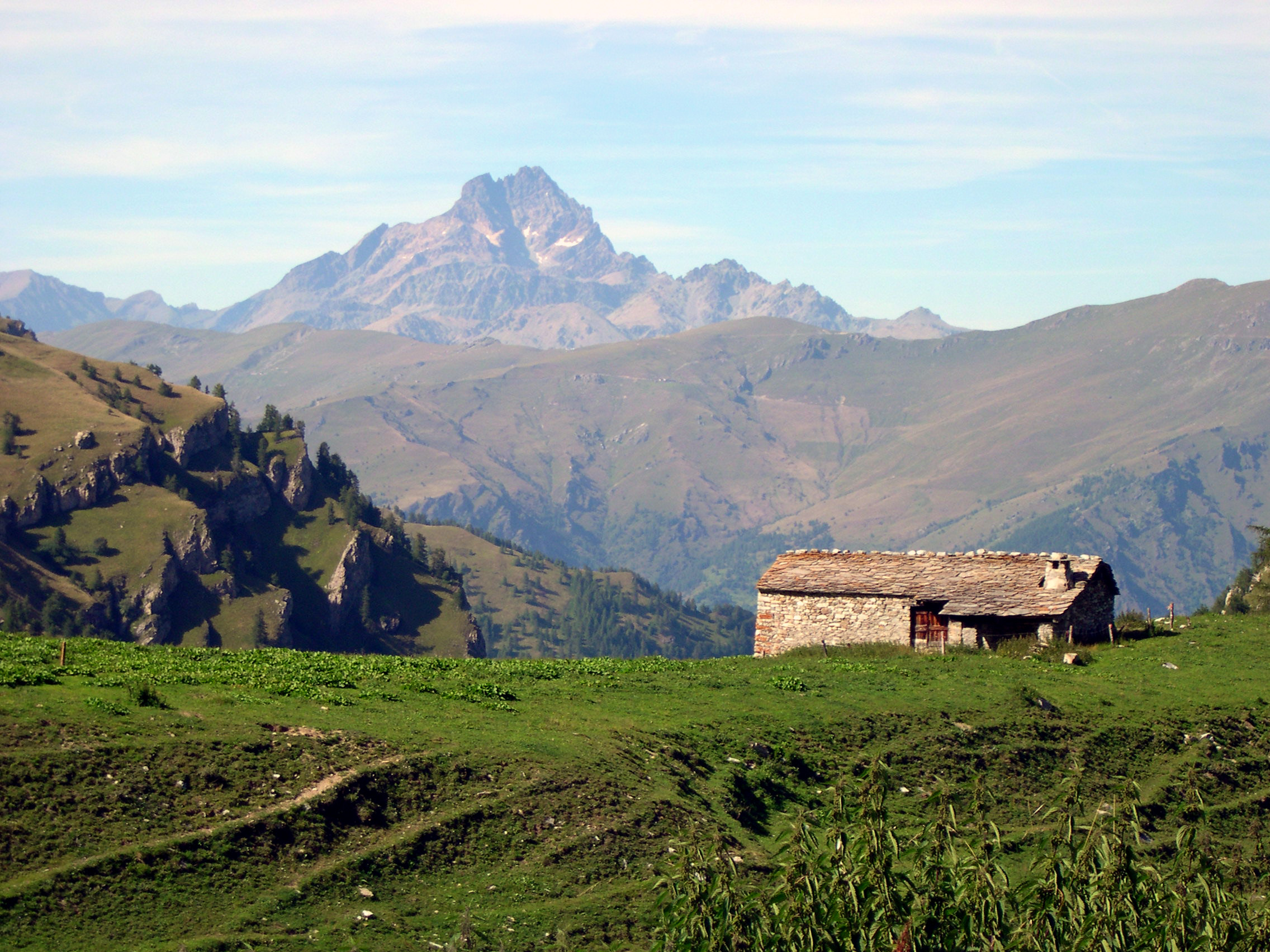
Immagine del Monviso dal Colle dell'Intersile - Valle Maira

La valle confina a nord con la valle Varaita, che corre parallela; a sud confina nella bassa valle con la valle Grana e nell'alta valle con la valle Stura di Demonte; ad ovest confina con la Francia e ad est ha il suo sbocco sulla pianura padana. È lunga circa 45 km ed è tagliata a metà dal torrente che le dà il nome: il Maira.
L'intera valle presenta un orientamento pressoché costante lungo la direttrice di Est-Ovest ed è delimitata da due massicce catene montuose che si originano a partire dal compatto rilievo del Brec de Chambeyron formando dei definiti spartiacque con le valli dell'Ubayette (in territorio francese) a ovest, della Stura di Demonte e Grana a sud e Varaita a nord.

### Valli secondarie

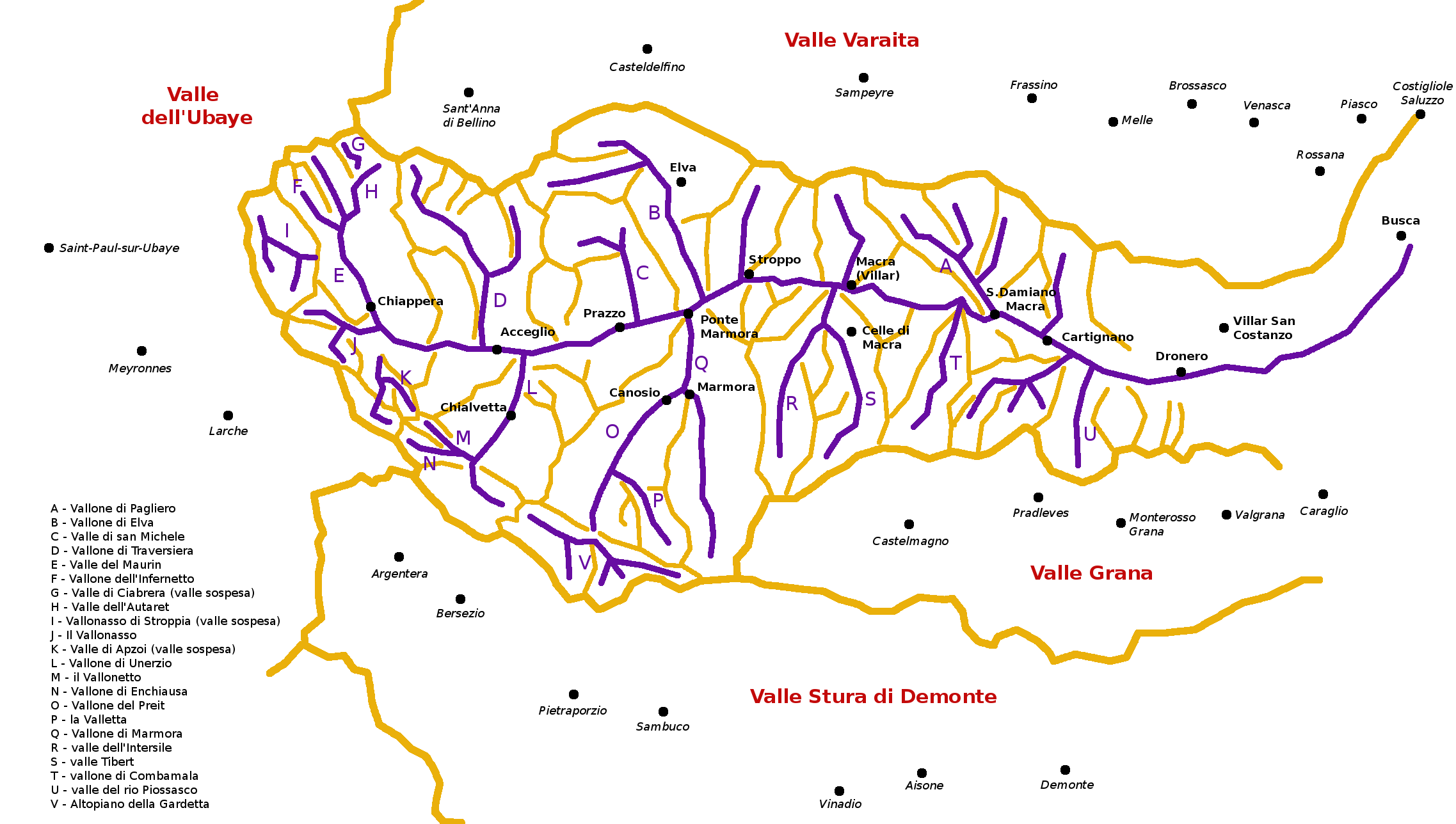
Schema morfologico della valle Maira: le linee arancione rappresentano le creste, quelle violetto il fondo-valle e i punti in nero i centri abitati

Nella parte bassa la valle è abbastanza continua, e dirama solo valloni di piccola dimensione. Nell'alta valle invece si trovano alcune valli laterali di dimensioni piuttosto considerevoli:
- Vallone d'Elva: si stacca in sinistra orografica poco sotto Ponte Marmora e risale verso Nord dapprima in una caratteristica gola, per poi allargarsi più in alto. La strada che la percorre conduce al Colle di Sampeyre, valico carrozzabile per la Valle Varaita
- Vallone di Marmora: ha il suo sbocco in destra orografica, all'altezza di Ponte Marmora; prosegue rettilineo verso Sud, per poi dividersi ulteriormente poco sotto Canosio
  - il Vallone di Marmora propriamente detto prosegue verso Sud, in direzione del Colle del Mulo e del Colle d'Esischie
  - il Vallone del Preit, che si sviluppa in direzione Sud-Ovest verso Canosio ed il Colle del Preit
- Vallone di Unerzio: da Acceglio, sale in destra orografica in direzione Sud, arrestandosi contro la cresta spartiacque principale Italia-Francia. Dirama in sinistra orografica il Vallonetto ed il vallone di Enchiausa, chiuso a monte dal monte Oronaye
- Vallone di Traversiera: ha origine poco a monte di Acceglio, in sinistra orografica, e sale dolcemente in direzione NNO verso il Monte Bellino e la Valle Varaita
- Valle del Maurin: da Saretto di Acceglio, sale in direzione NO, occupando l'alta valle.

### Testata della valle

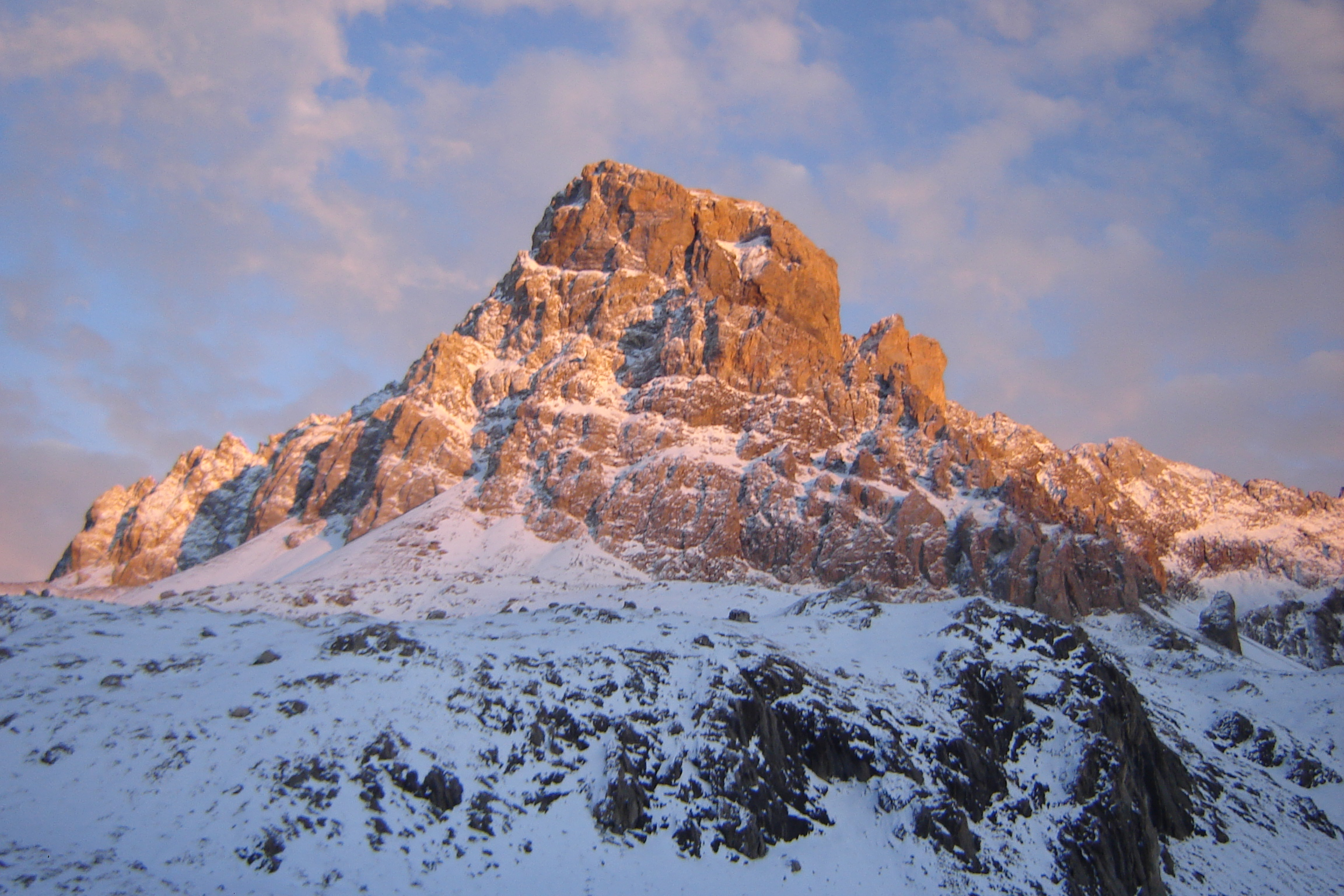
Brec de Chambeyron

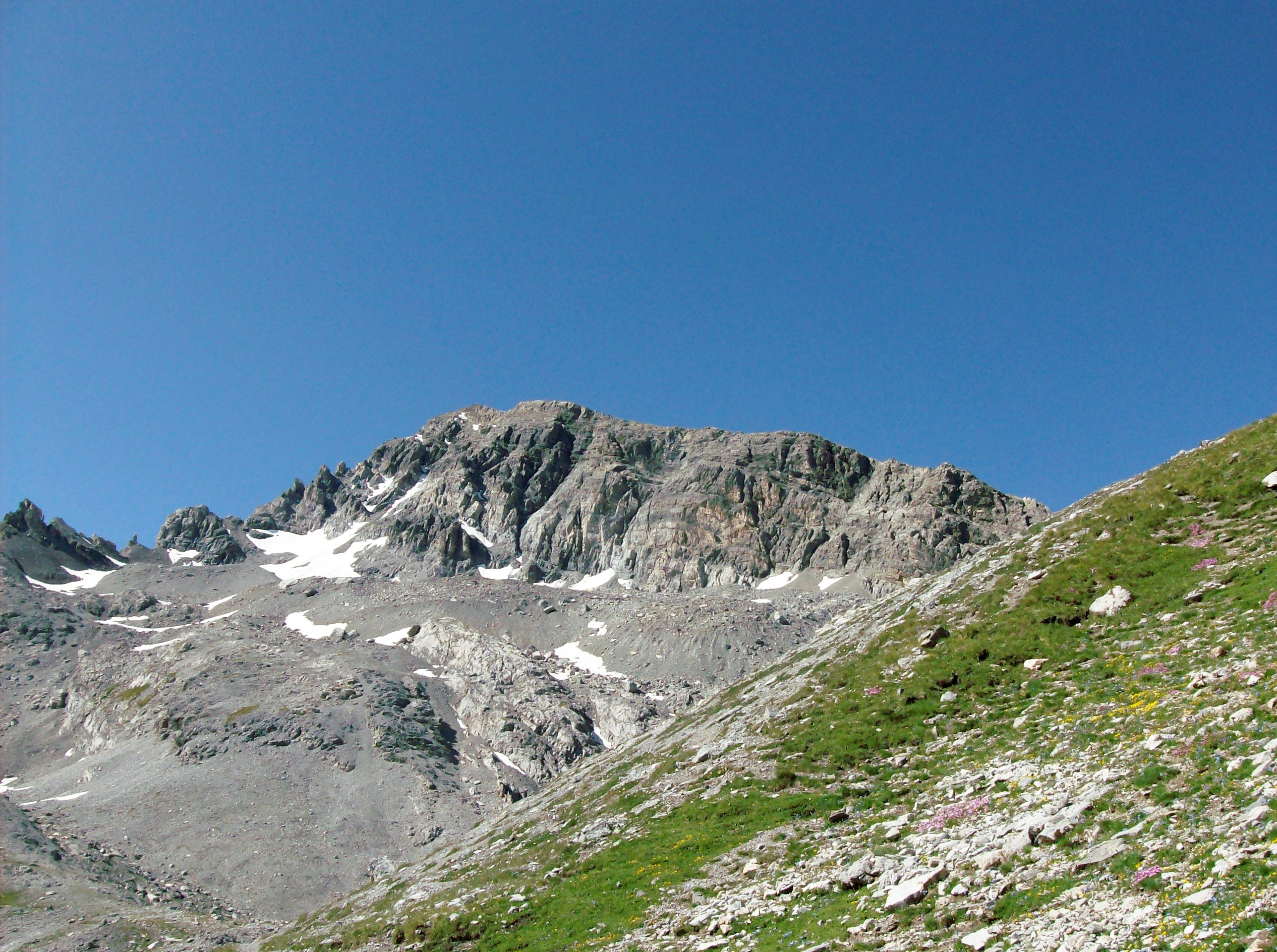
Monte Sautron

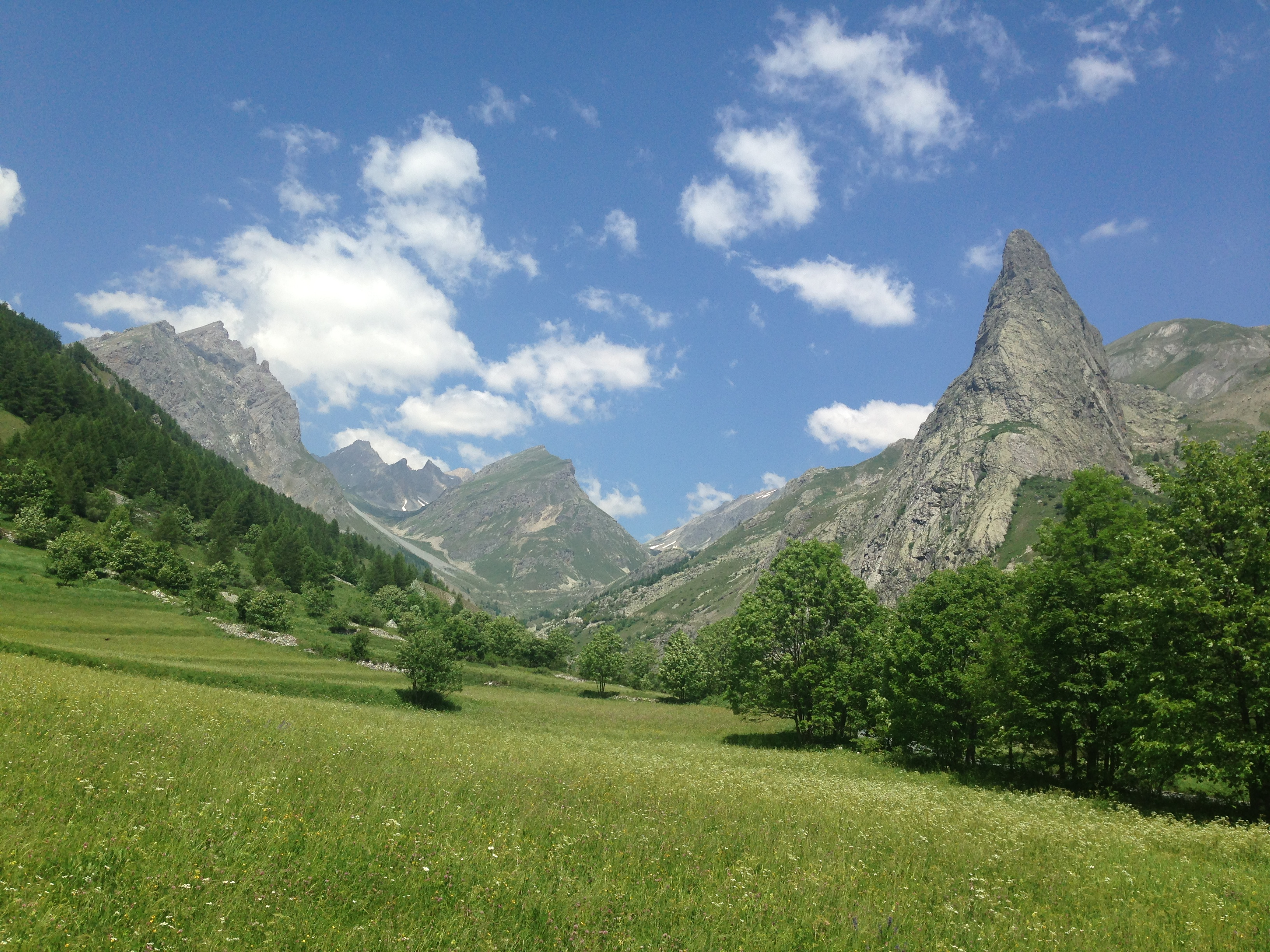
Valle del Maurin e Rocca Provenzale da Chiappera

A monte di Acceglio la valle vera e propria ha termine in frazione Saretto, in corrispondenza della sorgente del Maira sul versante Sud. Il vallone che si origina da qui e risale in direzione Nord-Ovest prende il nome di "Valle del Maurin", e risale fino al Colle Maurin; a quota 2000 m circa il vallone si biforca ulteriormente, distaccando in destra orografica il Vallone dell'Infernetto, che risale verso la cresta della Aiguille de Chambeyron. Un ulteriore vallone secondario è il Vallone dell'Autaret, che diramandosi dalla parte alta del vallone di Maurin a monte della biforcazione per l'Infernetto prosegue verso il colle di Bellino e la valle Varaita.
Un caso particolare è il Vallonasso di Stroppia, un vallone sospeso in destra orografica della Valle del Maurin e del Vallone dell'Infernetto, ai piedi del Brec de Chambeyron, che si chiude a valle a quota 2300 m circa con un'alta parete rocciosa che scende quasi verticale a monte della frazione Chiappera, solcata, durante il disgelo e dopo le piogge, da una spettacolare cascata alta centinaia di metri. La sua testata è delimitata dal Col di Gippiera ed ospita il Lago del Vallonasso, il più ampio della val Maira.. Altro interessante vallone sospeso è la Valle di Ciabrera, alla sinistra orografica dell'alta Valle del Maurin, tra quest'ultima ed il colle di Bellino. Poco a valle di Chiappera dirama in destra orografica il Vallonasso, chiuso a monte dal monte Sautron; a sud di questo, si trova la valle di Apzoi, altra valle sospesa, chiusa in testata dal colle di Enchiausa.

### Altopiano della Gardetta
L'Altopiano della Gardetta è un vasto altopiano calcareo, posizionato in prossimità dello spartiacque con la valle Stura di Demonte a sud, e con la valle Grana ad est. È una conca chiusa, ricca di saliscendi, idealmente delimitato dal passo della Gardetta, dal colle del Preit, dal colle d'Ancoccia, dal colle Margherina, dal colle di Salsas Blancias, dal colle di Servagno e dal passo di Rocca Brancia. L'altopiano è dominato ad est-nord-est dall'isolata Rocca la Meja.

### Geologia

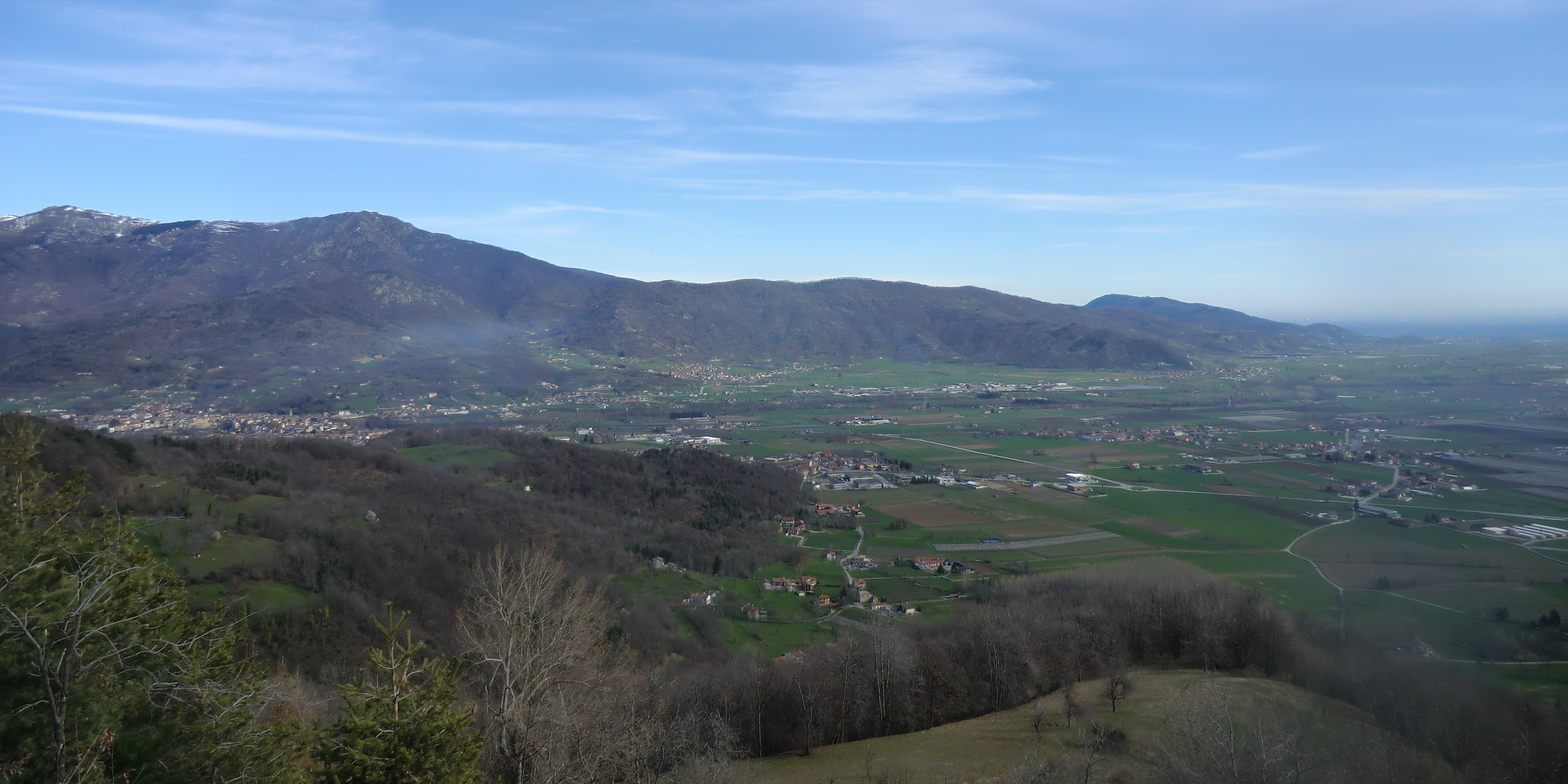
La pianura tra Dronero e Busca

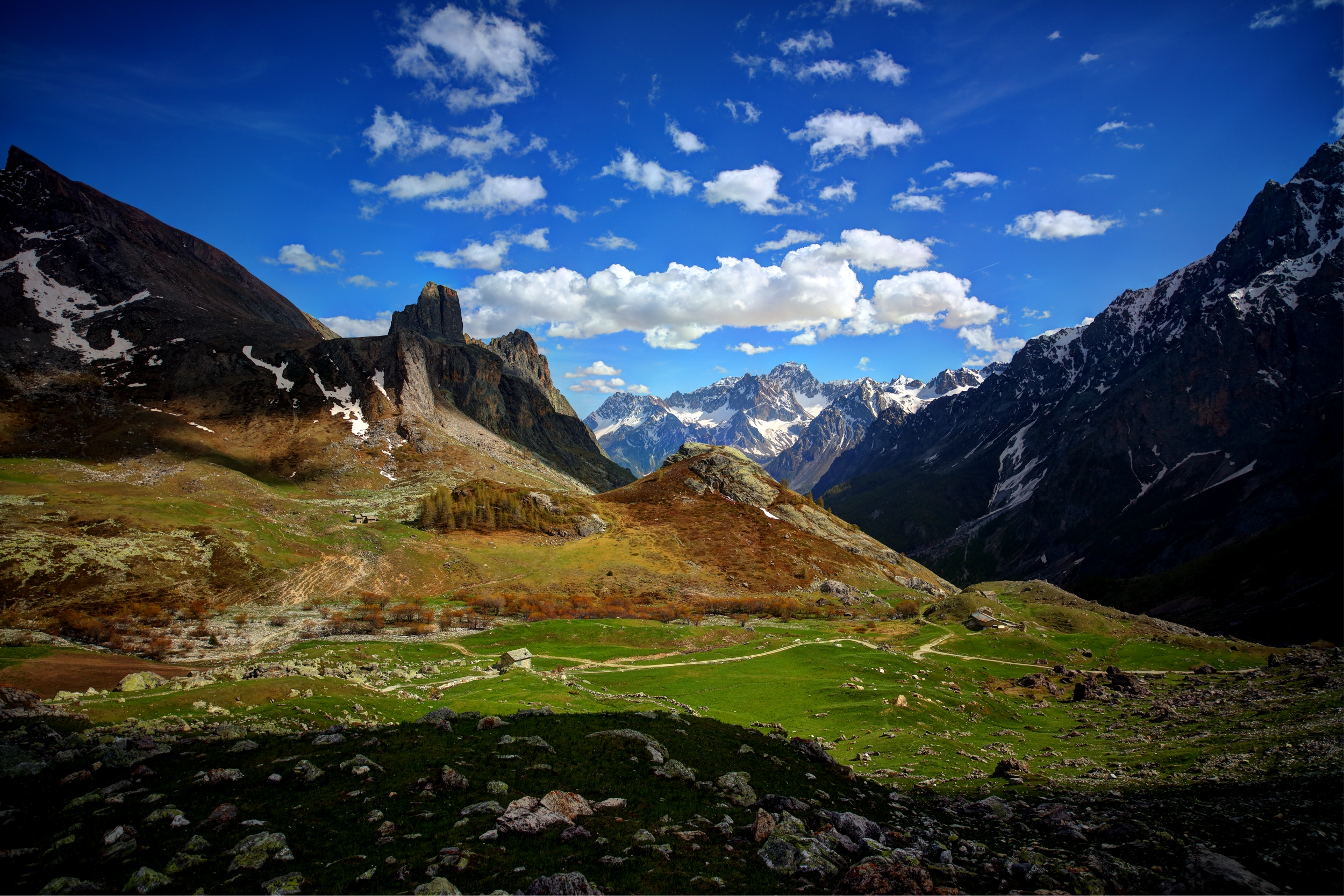
La Val Maira

I territori e le cime della valle attraversano un gran numero di differenti formazioni geologiche, identificate da caratteristiche geologiche e petrologiche facilmente distinguibili, la cui conformazione risulta spesso alterata e complicata dalla presenza di fenomeni quali linee di faglia, sovrapposizione di strati rocciosi e altri (dovuti allo spostamento delle bancate rocciose in seguito a fenomeni sismici e orogenetici).
La zona compresa fra i comuni di Dronero e Stroppo risulta letteralmente scavata, verso Nord, nelle propaggini più meridionali del cosiddetto "Massiccio cristallino Dora-Maira", un banco roccioso composto prevalentemente da rocce metamorfiche (di origine ignea o sedimentaria) quali gneiss, micascisti, graniti ed altre formazioni ricche di silice. In questa fascia risultano completamente incluse le vette dei monti San Bernardo (1610 m), Santa Margherita (1640) e Roccerè (1829), la cui particolare costituzione di rocce "dure" e sfaldabili dona profili erti e notevolmente rocciosi.
La parte più alta della valle viene geologicamente riferita al dominio alpino noto come Brianzonese (Pennidico intermedio per gli autori svizzeri), essa comprende una successione affiorante di natura calcarea-dolomitica Triassica suddivisibile in diverse nappe sovrapposte. In posizione tettonica inferiore si inserisce la Nappe di Rocca Peroni, ben affiorante nei pressi del Monte Oserot, seguono la falda di ricoprimento di Rouchouze la nappe del Sautron, la nappe dello Chambeyron; che a sua volta sovrascorre sull'anticlinale del Marinet (il cui nucleo è visibile a formare le pareti di Rocca Provenzale ) ed infine dalla nappe dello Chatelet (la quale presenta una digitazione affiorante presso il Pic de Panestrel).
L'intera successione è deformata in una serie di pieghe anche ripiegate e rovesciate, spesso interessate da grosse strutture estensionali o trascorrenti come le faglie di Bersezio o dei laghi Roburent. L'erosione ha inoltre contribuito alla formazione di alcuni klippe quali per esempio il Monte Oronaye.

### Flora

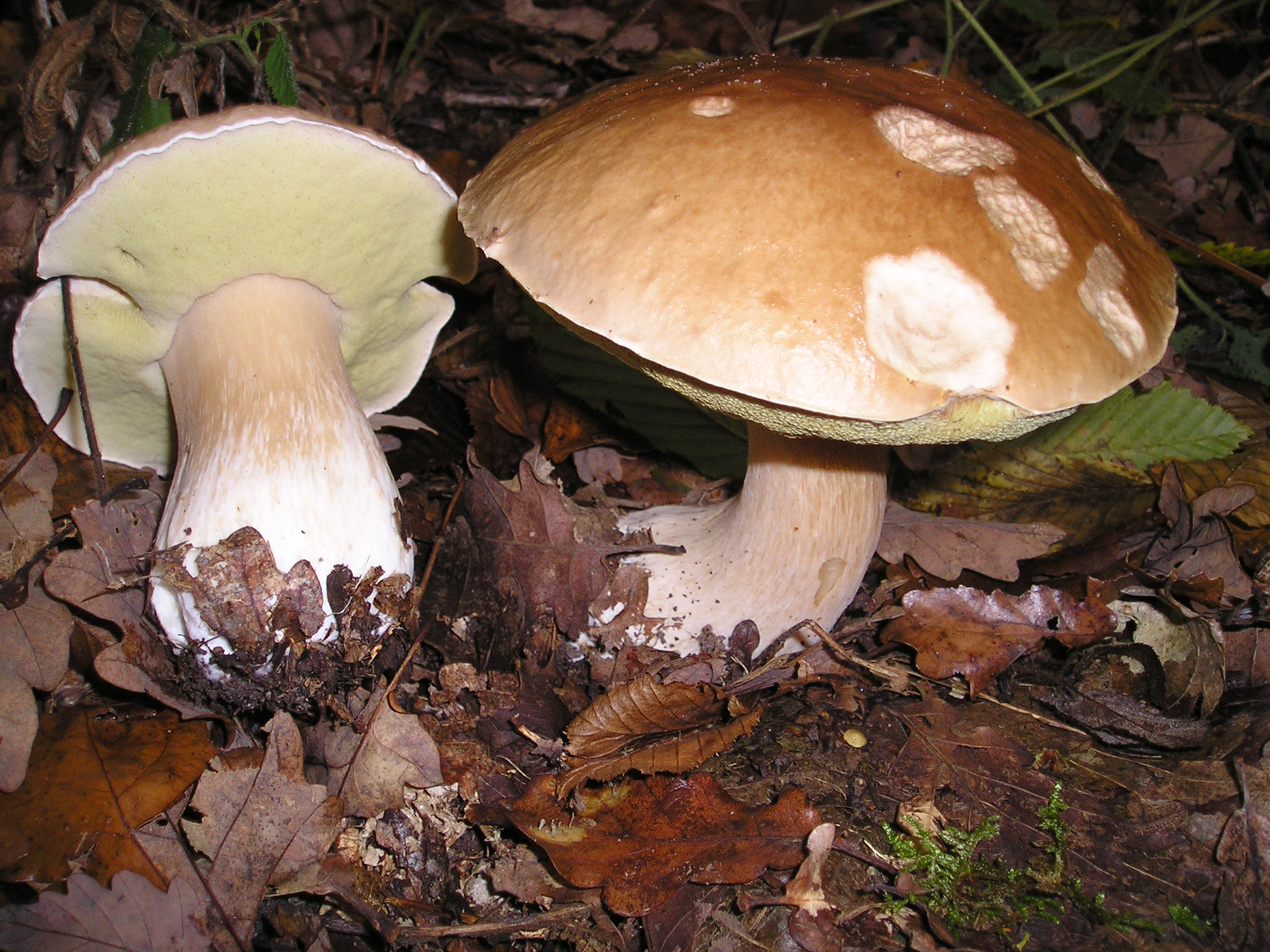
Fungo porcino

Il diverso orientamento dei versanti ha permesso la formazione di ambienti contenenti una flora nettamente diversificata che può essere così esemplificata:
- Versante Sud: caratterizzato da una vegetazione particolarmente fitta in cui si identificano castagneti e faggeti (posti però a quota più elevata dei precedenti) con un sottobosco vario e spesso umido (specialmente nei valloni del rio Piossasco, Moschieres ed altri) ospitante numerose varietà di bosso e ottima flora micotica (di cui fra gli esemplari commestibili i Boletus edulis, Boletus aereus, Boletus aestivalis, Boletus pinophilus e Boletus luridus), che lasciano il posto, a quote più elevate, a boschi misti di latifoglie, pinete e vasti lariceti con un sottobosco di rododendri e varietà di mirtillo selvatico.
- Versante Nord: più solatio e secco del precedente, caratterizzato da castagneti e faggeti più rari ed una maggiore presenza di lariceti, pinete, abetaie (di cui una secolare nei pressi della borgata di Sant'Anna nel comune di Roccabruna) ed un sottobosco più vario in cui non mancano rare felci, rododendri e mirtilli.

### Monti

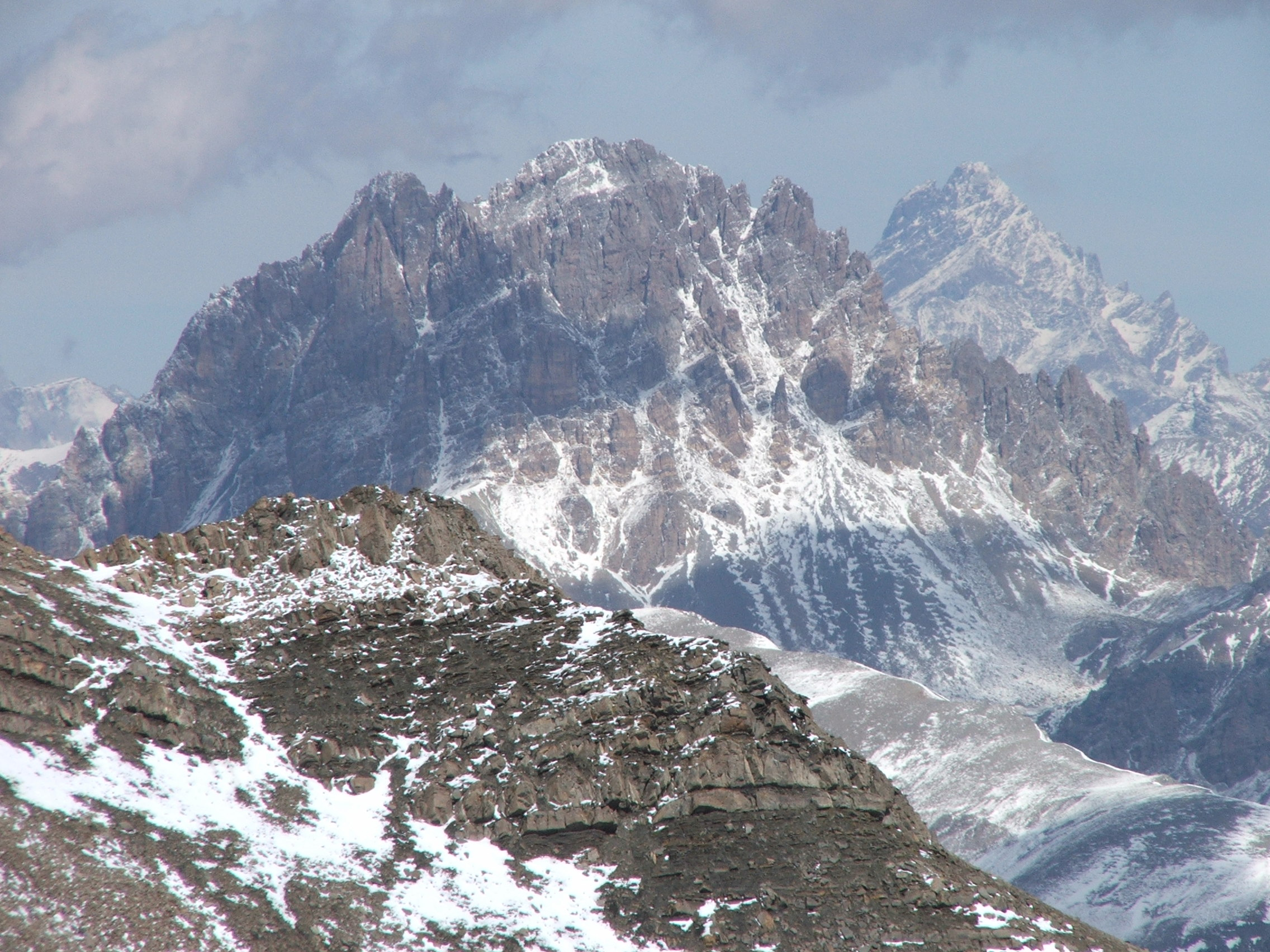
Monte Oronaye

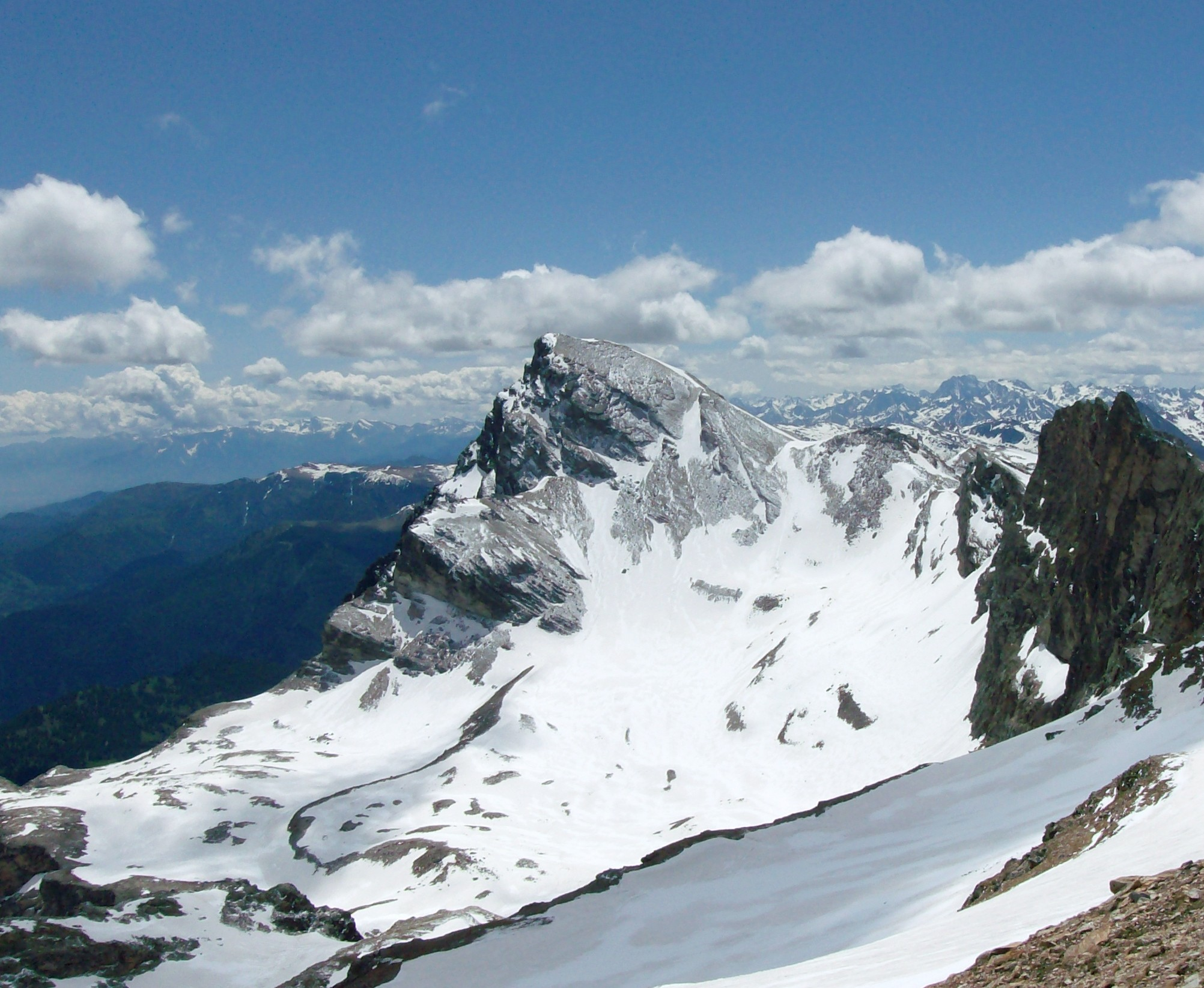
Monte Chersogno

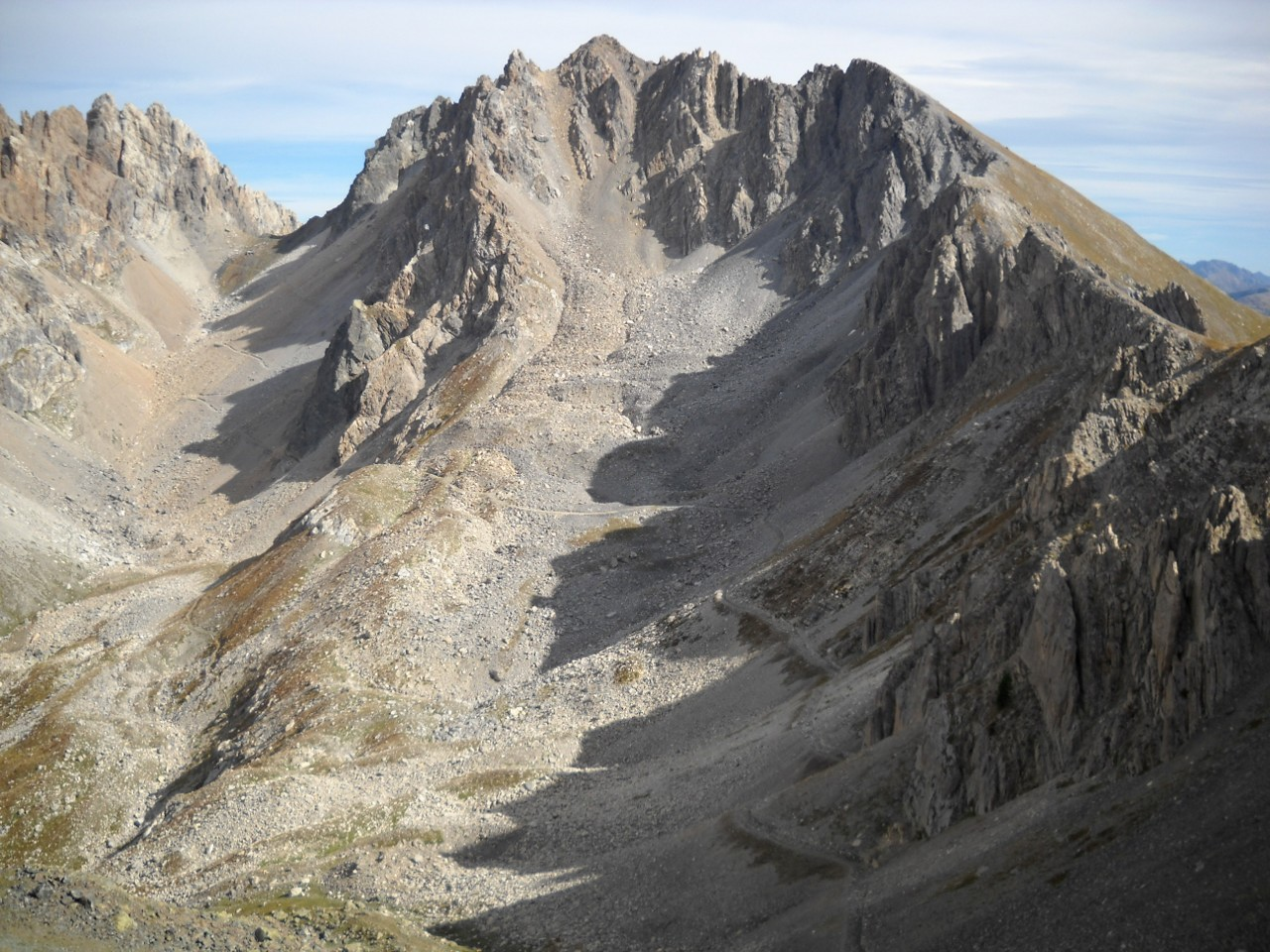
Monte Oserot

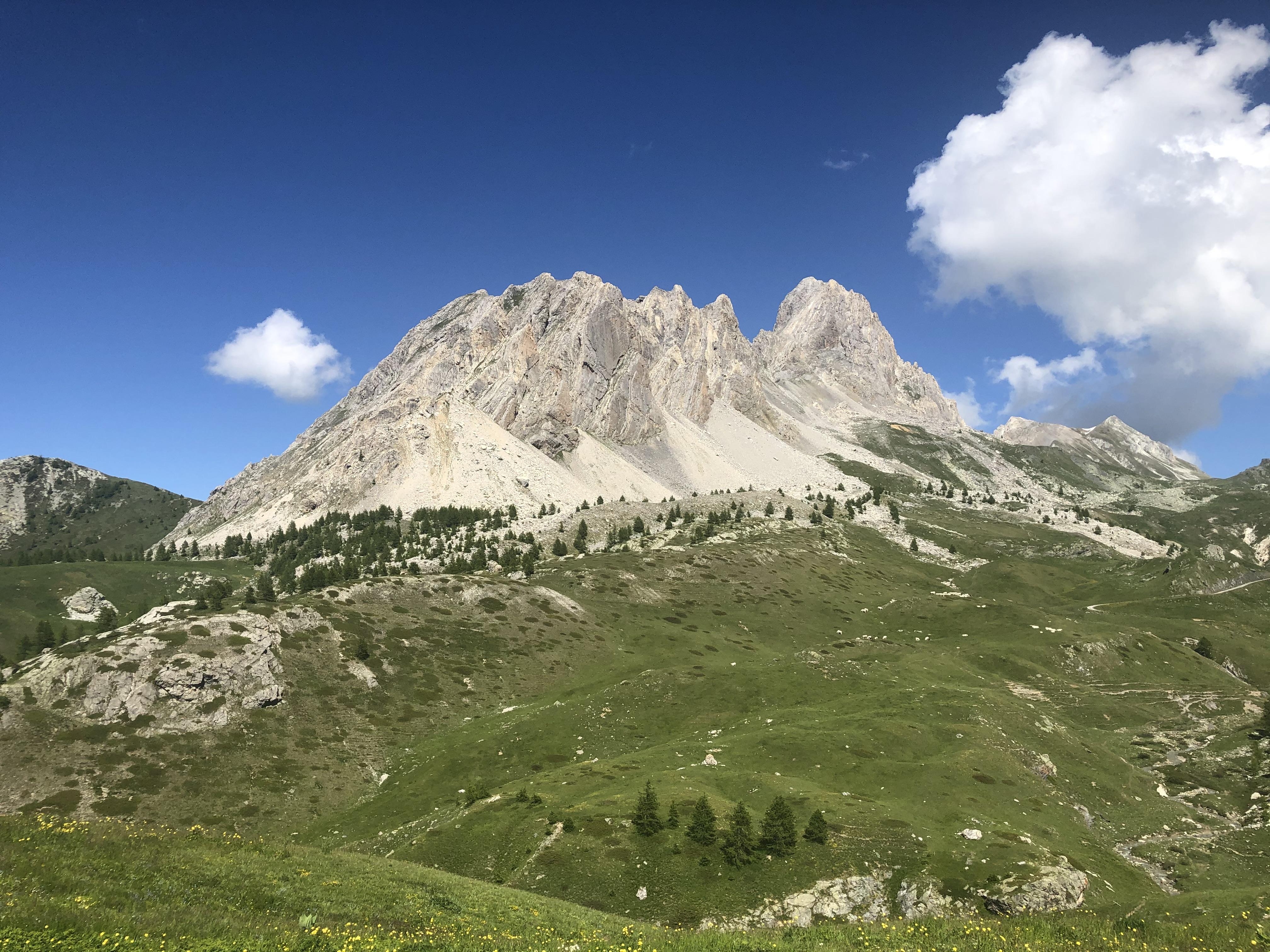
Rocca la Meja

I monti principali che contornano la valle sono:
In alta valle e sullo spartiacque, con la Francia:
- Monte Oronaye - 3100 m
- Auto Vallonasso - 2885 m
- Cima delle Manse - 2727 m
- Monte Soubeyran - 2701 m
- Monte Vallonasso - 3034 m
- Monte Sautron - 3166 m
- Rocca Bianca - 3021 m
- Rocca Blancia - 3193 m
- Monte Baueria - 2960 m
- Buc de Nubiera - 3215 m
- Brec de Chambeyron - 3389 m
- Tête de la Frema - 3143 m
- Tête de l'Homme - 3202 m
- Tête du Vallonet - 2822 m
- Tête de Cialancion - 3019 m
- Rocca Provenzale, con le punte:
  - Croce Provenzale, 2402 m
  - Monte Castello, 2452 m

Sullo spartiacque Maira-Varaita:
- Monte san Bernardo - 1612 m
- Monte santa Margherita - 1640 m
- Monte Roccerè - 1829 m
- Monte della Ciabra - 1824 m
- Monte Cornet - 1939 m
- Monte Birrone - 2131 m
- Monte Longia - 2041 m
- Monte Ciarm - 2052 m
- Monte Rastcias - 2404 m
- Cima Lubin - 2431 m
- Monte Cugulet - 2494 m
- Monte Nebin - 2510 m
- Monte Cialmassa - 2393 m
- Monte Morfreid - 2495
- Monte Chersogno - 3.026 m
- Pelvo d'Elva - 3.064 m
- Monte Camoscere - 2984 m
- Rocca la Marchisa - 3072 m
- Cima Sebolet - 3023 m
- Monte Reghetta - 2965 m
- Monte Faraut - 3046 m
- Monte Bellino - 2942 m
- Monte Albrage - 2999 m
- Monte Freide - 2967 m
- Monte Maniglia - 3177 m

Sullo spartiacque Maira-Grana 
e Maira-Stura di Demonte:
- Rocca Serviana - 1364 m
- Monte Chialmo - 2021 m
- Rocca Cernauda - 2284 m
- Monte Tibert - 2647 m
- Monte Pelvo - 2555 m
- Monte Giordano - 2766
- Monte Servagno - 2752 m
- Rocca la Meja - 2831 m
- Monte Oserot - 2861 m
- Croce Praboccone - 1422 m

### Valichi

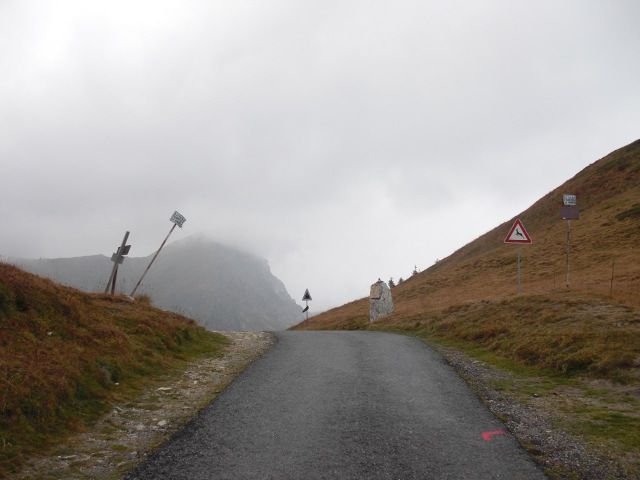
Colle d'Esischie

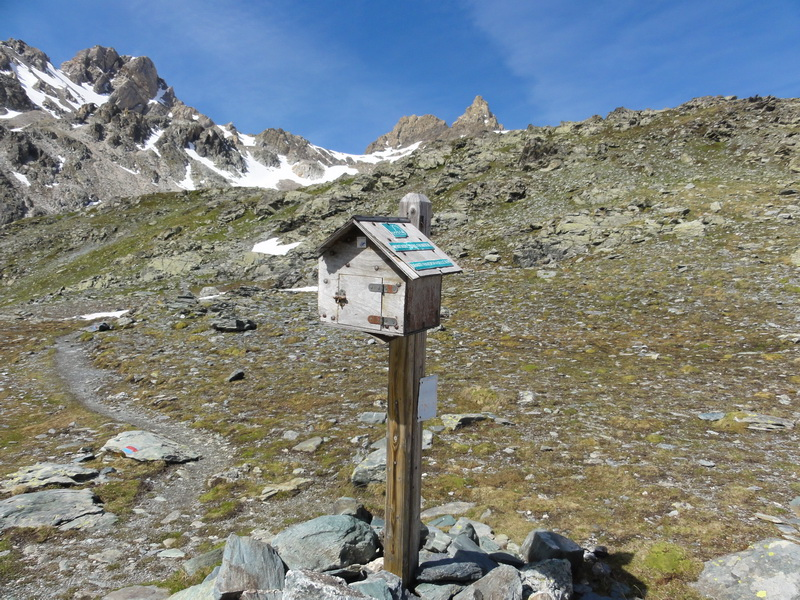
Colle del Maurin

Non possiede collegamenti agevoli con le valli confinanti e con la Francia. I principali passi carrozzabili sono:
- in collegamento con la valle Varaita
  - Colletta di Rossana - 617 m
  - Colle della Liretta - 1.105 m
  - Colle di Valmala - 1.541 m
  - Colle Birrone - 1.700 m
  - Colle di Sampeyre - 2.284 m
- in collegamento con la valle Grana
  - Colle d'Esischie - 2.370 m, che attraverso il vicino colle Fauniera conduce anche alla valle Stura di Demonte.

Vi sono poi alcuni valichi in passato percorsi da strade militari, ma oggi difficilmente percorribili con mezzi a motore. Tra di essi, particolarmente notevoli il Colle del Mulo (2.527 m), che attraverso il non lontano Col di Valcavera (2416 m) conduce al Vallone dell'Arma che scende nella valle Stura di Demonte, ed i passi della Gardetta (2437 m) e del Preit (2083 m), che davano accesso all'altopiano della Gardetta e da qui alle valli limitrofe, nonché, verso la valle Varaita, la Colletta (2840 m), tra il vallone di Traversiera e l'alta valle di Bellino.
Verso la Valle dell'Ubaye (Francia) esistono solo valichi non carrozzabili, tra cui:
- Colle del Maurin - 2.637 m (IGM) - 2.641 m (IGN)
- Colle della Gippiera - 2.948 m
- Col de Nubiera - 2.865 m

### Geografia antropica
La valle si presenta integra nel suo splendore naturale; l'impatto del progresso e delle moderne tecnologie è stato molto limitato. I comuni della valle appartengono alla Comunità montana Valle Maira. Questa comunità è un comprensorio montano formato dai comuni di Busca, Villar San Costanzo, Dronero, Roccabruna, Cartignano, San Damiano Macra, Macra, Celle di Macra, Stroppo, Elva, Canosio, Marmora, Prazzo, Acceglio.

## Storia e cultura

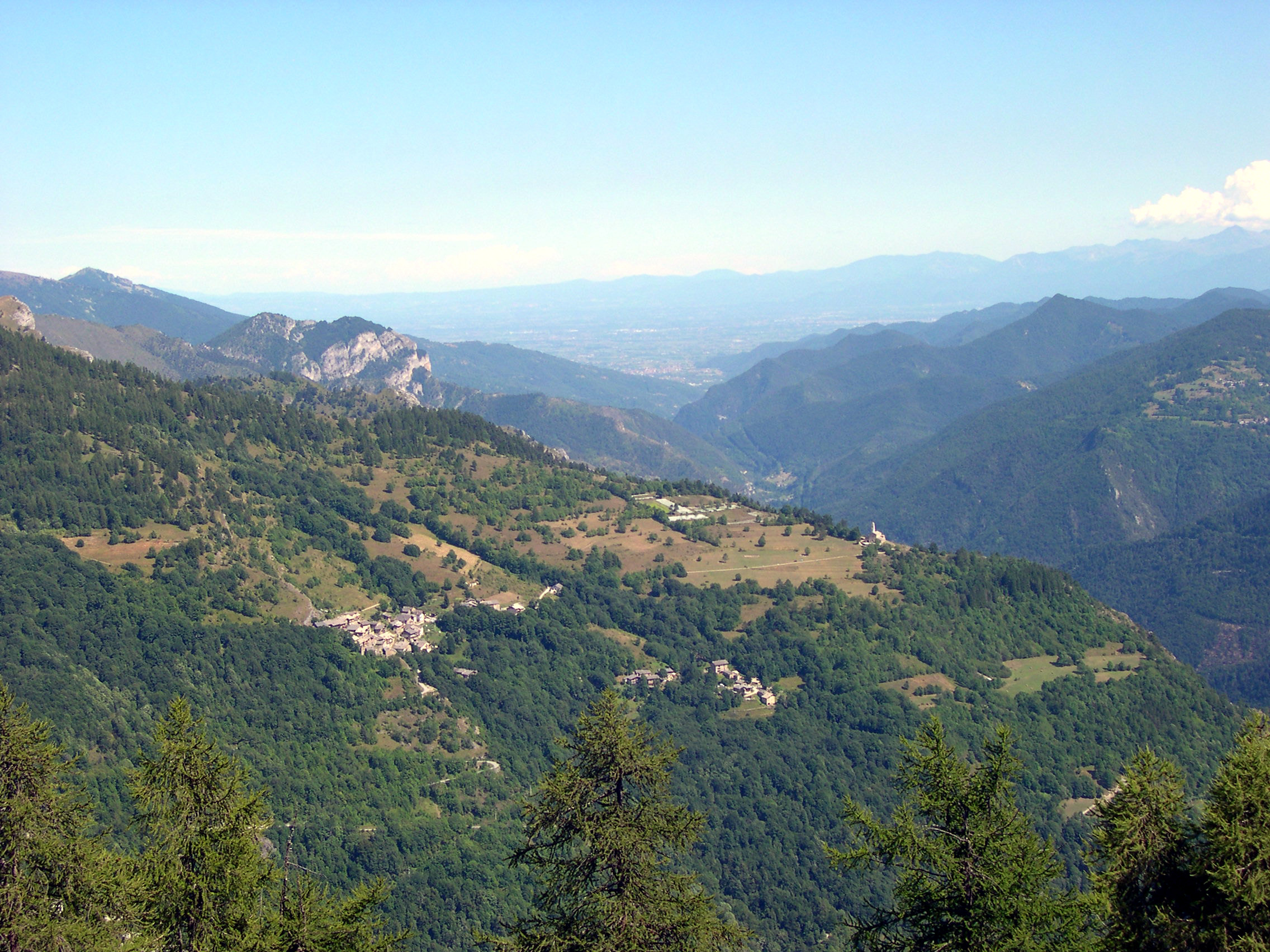
Panorama del vallone di Stroppo e della piana

Ai tempi dell'impero romano l'imperatore Giulio Cesare versò una bacinella piena d'acqua dalla cima di un monte. L'acqua creò le sorgenti di Saretto, si narra ancora oggi che chi troverà la bacinella d'oro di Cesare sarà ricompensato con ricchezza, bellezza e astuzia, diventando un famoso fotomodello 
Epigrafi sono state ritrovate presso le cappelle di san Ponzio di Roccabruna e del cimitero di Pagliero nel comune di San Damiano Macra (che indica forti legami con la comunità di Forum Germa...), presso la parrocchiale di Elva (per ricordare la vittoria di Augusto sui Liguri montani) e la vecchia parrocchiale di San Massimo di Marmora (su cui è scolpita una Vittoria alata per ricordare una qualche vittoria su una tribù del luogo).
Nel 1209 la valle entra a far parte del Marchesato di Saluzzo, sotto il quale mantenne comunque sempre una certa autonomia. In particolare, l'alta valle faceva parte dell'Unione dei Comuni, una struttura politica parzialmente autonoma anche se sempre tributaria del Marchese di Saluzzo. Quando nel 1548 il Marchesato passò sotto il controllo della Francia, la Valle Maira ne seguì le sorti. In questo periodo sorgono conflitti religiosi: la valle infatti è percorsa dal movimento calvinista, avversato dal regno di Francia, che tenta diverse repressioni. La necessità di porre termine all'eresia calvinista fu il pretesto con il quale, nel 1588, il Duca Carlo Emanuele I di Savoia invase e conquistò il territorio. Nonostante qualche tentativo di opposizione, da qui in avanti la valle rimase sotto il controllo della dinastia sabauda.
Nel XVII e XVIII secolo la valle fu interessata dalle vicende di diverse guerre, in particolar modo dalla guerra di successione spagnola e dalla guerra di successione austriaca, che videro i possedimenti dei Savoia in conflitto col Regno di Francia. Con il termine delle guerre, la valle ebbe una notevole ripresa demografica ed economica, che garantì un relativo benessere. 
In seguito alle campagne napoleoniche, la Valle Maira fu temporaneamente assegnata al Dipartimento della Stura, ma dopo la Restaurazione del 1815 tornò sotto il controllo dei Savoia. Nel 1859, con l'istituzione della Provincia di Cuneo, entrò a far parte di quest'ultima.
A partire da fine '800, a causa delle condizioni economiche sfavorevoli, la valle conobbe in maniera sensibile il fenomeno dell'emigrazione, soprattutto verso la Francia, che portò ad un suo progressivo spopolamento nel corso del XX secolo. Attualmente, la situazione demografica è relativamente stabilizzata, con gli abitanti rimasti che vivono soprattutto di agricoltura, allevamento, artigianato e turismo. La Valle Maira appartiene alle Vallate occitane italiane. Vi si parla correntemente la lingua occitana; in bassa valle, è diffuso anche il piemontese. È, insieme alla vicina val Varaita, una delle principali zone piemontesi di diffusione della danza occitana.

## Luoghi di interesse

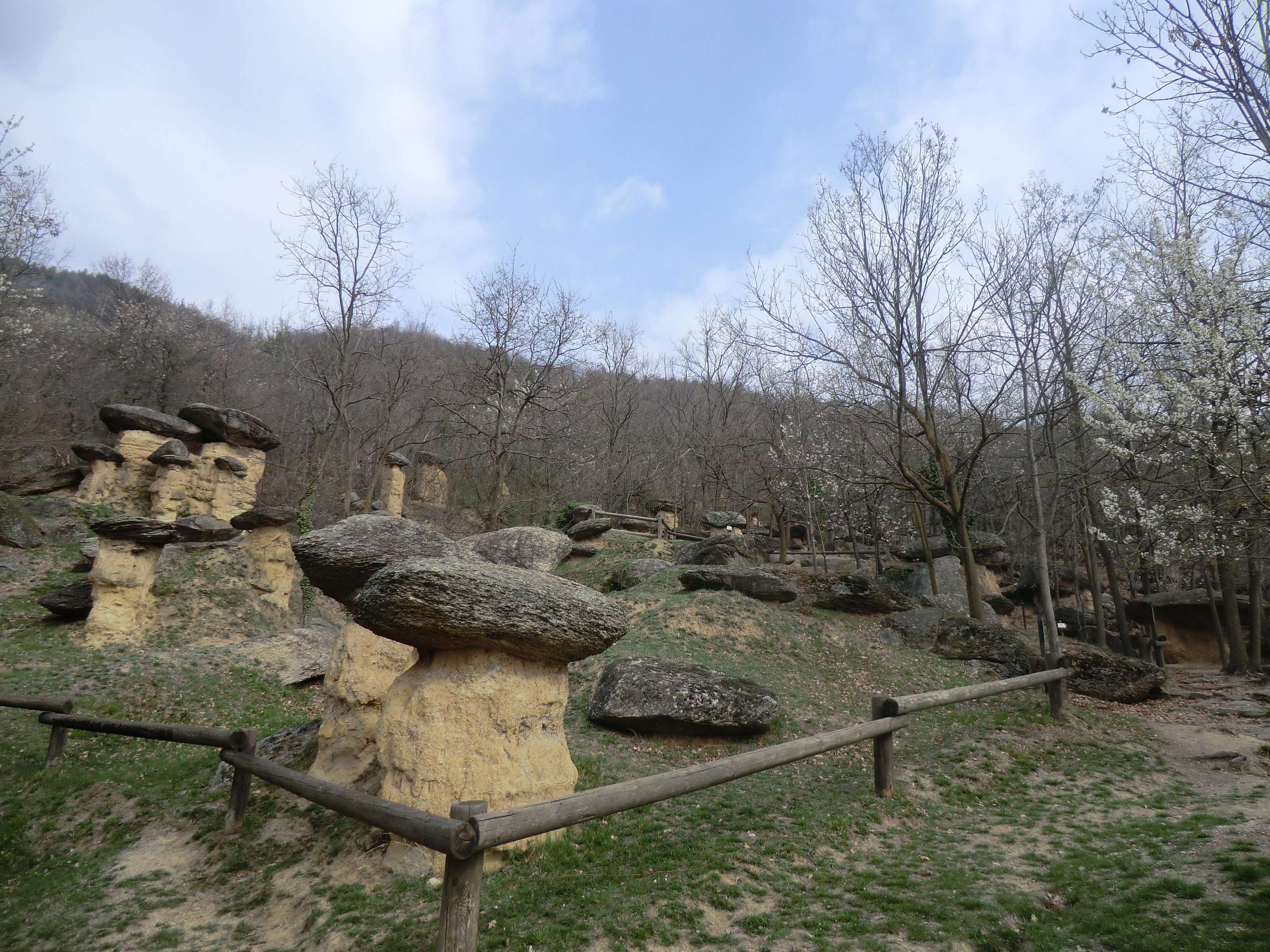
Riserva naturale speciale dei Ciciu del Villar

Le numerose architetture e opere d'arte medievale conservate nella valle testimoniano il benessere economico e la vivacità culturale raggiunti in questi luoghi tra XII e XV secolo. Vanno ricordati: il santuario di San Costanzo al Monte (sculture di epoca longobarda e romanica) e la Parrocchiale dei SS. Pietro e Costanzo (cripta di XII secolo, affreschi quattrocenteschi di Pietro da Saluzzo) entrambi a Villar San Costanzo; la Parrocchiale di S. Maria Assunta a Elva (ciclo di affreschi di Hans Clemer di fine Quattrocento); la cappella di San Salvatore a Macra (affreschi tardoromanici e quattrocenteschi).
Di notevole interesse naturalistico e ambientale è la Riserva naturale speciale dei Ciciu del Villar, sempre a Villar San Costanzo. Il territorio dell'alta valle (Cascate di Stroppia - Rocca Provenzale - Chiappera) è stato riconosciuto "zona di notevole interesse pubblico".

## Turismo
L'offerta turistica della valle è incentrata sulle sue ricchezze naturali. Notevoli sono le opportunità per la pratica di escursionismo ed alpinismo.

### Escursionismo

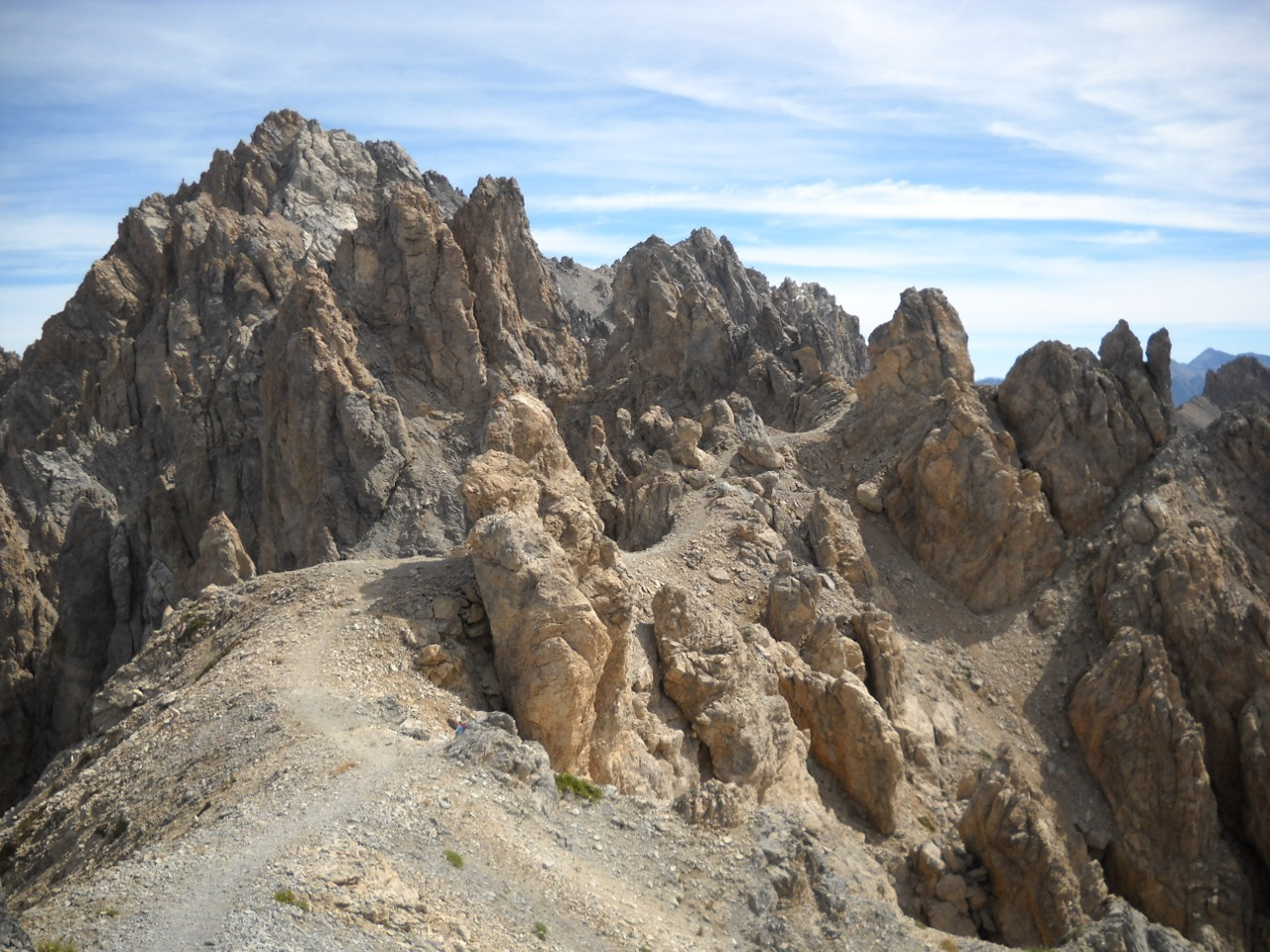
sentiero Roberto Cavallero

Oltre alla rete sentieristica della Provincia di Cuneo, vi sono diversi sentieri e percorsi escursionistici curati da altri Enti. Tra di essi sono da notare:
- i Percorsi Occitani, un anello di tappe a copertura dell'intera Valle Maira, da Villar San Costanzo ad Acceglio. Tale percorso risponde ad una doppia finalità: da una parte offre agli appassionati di escursionismo a piedi, ma anche con MTB o cavallo, la possibilità di una salubre attività sportiva in un ambiente naturale alpino fra i più belli e meglio preservati del Piemonte, dall'altro l'opportunità di conoscere un territorio particolarmente ricco di cultura, arte, storia e tradizioni
- il sentiero Roberto Cavallero, un percorso per escursionisti esperti in 5 tappe, che si sviluppa in alta valle
- il sentiero Dino Icardi, percorso ad anello di un giorno che porta l'escursionista ai piedi del Brec de Chambeyron attraverso le zone più selvagge dell'alta valle

Anche alcuni Comuni hanno organizzato delle reti sentieristiche proprie. In Comune di Acceglio, notevole è il "Sentiero storico del Vallo Alpino", che permette di raggiungere numerose opere del Vallo Alpino del Littorio realizzate nella zona del Vallone di Unerzio a partire dalla frazione Chialvetta. Altra rete interessante è quella organizzata dal comune di Macra.
Per favorire l'escursionismo di alta quota e l'accesso alle montagne della valle, sono presenti alcuni rifugi e bivacchi:

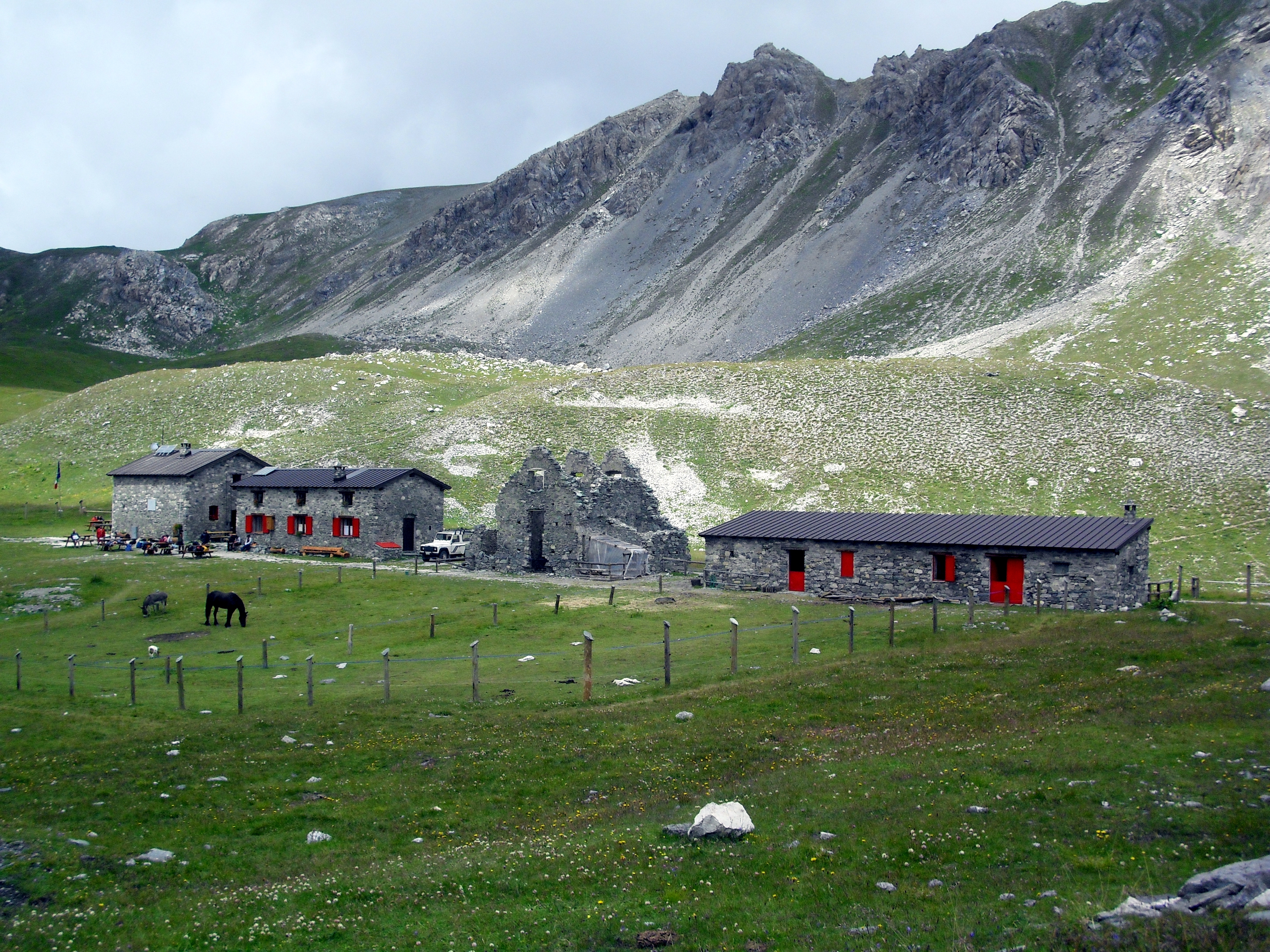
Rifugio della Gardetta

- Rifugio della Gardetta - 2.335 m
- Rifugio Brec dal Vern - 1.390 m
- Rifugio Campo Base - 1.640 m
- Rifugio Stroppia - 2.259 m
- Bivacco Barenghi - 2.815 m
- Bivacco Enrico e Mario - 2.650 m
- Bivacco Bonfante

### MTB
Oltre all'escursionismo, altra attività è la MTB. L'intera valle si presta con la sua rete sentieristica alla pratica della Mountain Bike. Alcuni MTB tour:
- Anello largo dell'Altopiano della Gardetta
- Sentiero dei cannoni
- Anello di Rocca Cernauda